# Wiktor Kudinski
Wiktor Wołodymyrowycz Kudinski (ukr. Віктор Володимирович Кудинський, ros. Виктор Владимирович Кудинский, Wiktor Władimirowicz Kudinski; ur. 17 czerwca 1942 w Kijowie, zm. 18 sierpnia 2005 tamże) – ukraiński lekkoatleta startujący w barwach Związku Socjalistycznych Republik Radzieckich, mistrz Europy.
Specjalizował się w biegu na 3000 metrów z przeszkodami. Zwyciężył w półfinale i finale tej konkurencji w zawodach pucharu Europy w 1965. Na mistrzostwach Europy w 1966 w Budapeszcie zdobył złoty medal na tym dystansie, przed swym rodakiem Anatolijem Kurjanem i obrońcą tytułu Gastonem Roelantsem z Belgii. Zwyciężył w biegu na 3000 metrów, przed Berndem Dießnerem z NRD i Wolfgangiem Zurem z RFN na europejskich igrzyskach halowych w 1968 w Madrycie.
Był jednym z faworytów biegu na 3000 m z przeszkodami podczas igrzysk olimpijskich w 1968 w Meksyku. Zakwalifikował się do biegu finałowego, ale go nie ukończył.
Kudinski był mistrzem ZSRR w biegu na 3000 metrów z przeszkodami w latach 1965–1968 oraz w biegu na 5000 metrów w 1966. Trzykrotnie ustanawiał rekordy ZSRR w biegu na 3000 metrów z przeszkodami. Jego rekord życiowy na tym dystansie wynosił 8:26,0, a na 5000 m – 13:34,6 (oba z 1968).